# Воскресеновка (Харьковская область)
Воскресеновка (укр. Воскресенівка) — село,
Ульяновский сельский совет,
Богодуховский район,
Харьковская область, Украина.
Код КОАТУУ — 6320888303. Население по переписи 2001 г. составляет 339 (145/194 м/ж) человек.

## Географическое положение
Село Воскресеновка находится в 20 км от Богодухова на обоих берегах реки Рябинка. У села на реке находится плотина, которая образует Воскресеновское водохранилище.
Ниже по течению примыкает село Майское Сумской области. В 2-х км на юг расположено село Ульяновка. В 4-х км железнодорожная станция Купьеваха.

## Происхождение названия
Основано как село Кирияковка (укр. Кирияківка), в 1840 г. переименовано в село Воскресеновка.
На территории Украины 5 населённых пункта с названием Воскресеновка.

## История
- 1769 — дата основания как села Кирияковка (укр. Кирияківка).
- 1840 — переименовано в село Воскресеновка.
- 1966 - население составляло 632 человека; здесь действовало первое отделение колхоза "Звезда", имевшее 1107 га земли и выращивавшее зерновые и сахарную свёклу.

## Экономика
- В селе есть молочно-товарная ферма.